# Feuerwache (Berlin-Marzahn)
Die Feuerwache Marzahn (auch Spritzenhaus Marzahn) wurde in der Straße Dorfaue errichtet, nachdem sich 1901 hier eine Freiwillige Feuerwehr gegründet hatte. Und es wurde nach 1983 umgenutzt, als für die Feuerwehr ein neues Gebäude in Betrieb genommen werden konnte.

## Lage
Das Spritzenhaus befand sich im Südosten der genannten Straße, Adresse Alt-Marzahn 64. Die beiden nebeneinander angeordneten Remisen haben unmittelbare Zufahrten von der Straße aus. Zur besseren Zuordnung erhielten die beiden Bauteile später die Hausnummern 64a und 64b.

## Geschichte
Im Zusammenhang mit dem Wachstum der Bevölkerung, mit der von den Bewohnern betriebenen umfangreichen Landwirtschaft und dem Bau weiterer kleiner Wohnhäuser war es erforderlich, Löschmöglichkeiten vor Ort zu haben. Einwohner des Dorfes gründeten im Jahr 1901 deshalb eine Ortsfeuerwehr auf freiwilliger Basis. Dafür finanzierte die Gemeindeverwaltung zunächst den Ankauf von einfachen Löschgeräten und veranlasste den Bau eines Spritzenhauses mit angeschlossenem Wohnbereich. Im Jahr 1912 war das deutlich zweigeteilte Gebäude fertiggestellt, dessen linker (östlicher) Teil zwei Wagenremisen erhielt und darüber Räume für Material und Personal. Der rechte (westliche) Teil war ein reines Wohnhaus. In den Remisen wurden die fahrbaren Löschgeräte („Spritzen“) einsatzbereit eingestellt und auch dort gewartet. Zur Bedienung hatten sich Freiwillige bereiterklärt und wurden regelmäßig entsprechend geschult. In den ersten Jahren waren das ausschließlich Männer. – Durch den Zusammenschluss von Alt-Berlin und mehreren Umlandortschaften zur Großgemeinde Groß-Berlin ging die Verantwortung für das Feuerlöschwesen auf den neuen Stadtverband über, die Immobilie wurde Eigentum der Stadt Berlin.
Die Berliner Adressbücher zwischen 1930 und 1943 weisen unter der Adresse Dorfstraße 19 (bis 1938; dann Alt-Marzahn 64) nun das Gemeindehaus aus, das im Auftrag der Stadt Berlin vom Bezirksamt Lichtenberg verwaltet wurde. Es beherbergte sechs Bewohner, die keine Feuerwehrleute waren, einer war jedoch Oberamtsgehilfe.
Nach dem Zweiten Weltkrieg wurde das Gebäude als Feuerwache für die wieder gegründete Freiwillige Feuerwehr (FF) reaktiviert. Sie war hier bis Anfang der 1980er Jahre aktiv.
Als 1983 ein neues Feuerwehrhaus für die Freiwillige Feuerwehr Marzahn ganz in der Nähe, Blenheimstraße 67, eröffnet werden konnte, etablierte sich die Hilfsorganisation nun dort. Dieser Standort konnte nach dem Mauerfall erhalten werden. 24 Personen sind hier aktiv, sie haben aber keinen eigenen Ausrückebereich. Vier Feuerwehr-Spezialfahrzeuge stehen für die verschiedenen Einsatzzwecke zur Verfügung.
In das dann frei werdende Haus Alt-Marzahn 64 zogen Rechtsanwälte, die das mit der Anbringung eines Schriftzuges auf der Fassade dokumentierten. Bis Ende 2023 hatten sich in dem flachen Anbau an die Remisen ein Modeladen und in einer Remise ein kleiner Buchladen etabliert. Das Modehaus wurde per Dezember 2023 geschlossen. Rechtsanwälte sind in dem Gebäude im Jahr 2024 nicht mehr nachgewiesen.

## Architektur
Die beiden Bauteile des Gebäudes sind zweigeschossig und verfügen über ein ausgebautes voll nutzbares Dachgeschoss. Beide Teile sind vierachsig und baulich bis auf die Wageneinfahrten auf einer Seite absolut symmetrisch aufgebaut. Die Eingänge und Treppen befinden sich auf der Hofseite. Die Gesamtlänge des Baukörpers (ohne den Anbau) beträgt rund 15 m, die Breite 11 m.
Neben dem historischen Gebäude und unmittelbar mit ihm verbunden gibt es eine breitere und längere Wagenremise mit einem Flachdach, die sich über die gesamte Baubreite erstreckt und am Ostgiebel rund 6,80 m breit ist. Der Putzbau wurde mit Sicherheit erst in der DDR-Zeit errichtet und verfügt über keinerlei Bauschmuck.
Die zweiflügeligen mit Eisenblech beschlagenen Originaltore der Remisen sind erhalten, sie weisen in den Rundbögen kleine Sprossenfenster auf. Im Mansarddach sind straßen- und hofseitig Dachgauben eingearbeitet, auf der Straßenseite eher als Zwerchhaus gestaltet.